# Сєверне міське поселення
Сє́верне міське поселення (рос. Северное городское поселение) — муніципальне утворення у складі Воркутинського міського округу Республіки Комі, Росія. Адміністративний центр — селище міського типу Сєверний.

## Населення
Населення — 9023 особи (2010; 14934 у 2002, 28840 у 1989).

## Склад
До складу поселення входять такі населені пункти:
| Населений пункт                   | Населення, осіб (1989) | Населення, осіб (2002) | Населення, осіб (2010) |
| --------------------------------- | ---------------------- | ---------------------- | ---------------------- |
| Октябрський, селище міського типу | 3675                   | 660                    | -                      |
| Сєверний, селище міського типу    | 25165                  | 14274                  | 9023                   |